# Roland Garros
Roland Garros (ur. 6 października 1888, zm. 5 października 1918) – francuski lotnik, pilot myśliwski podczas I wojny światowej.

## Życiorys

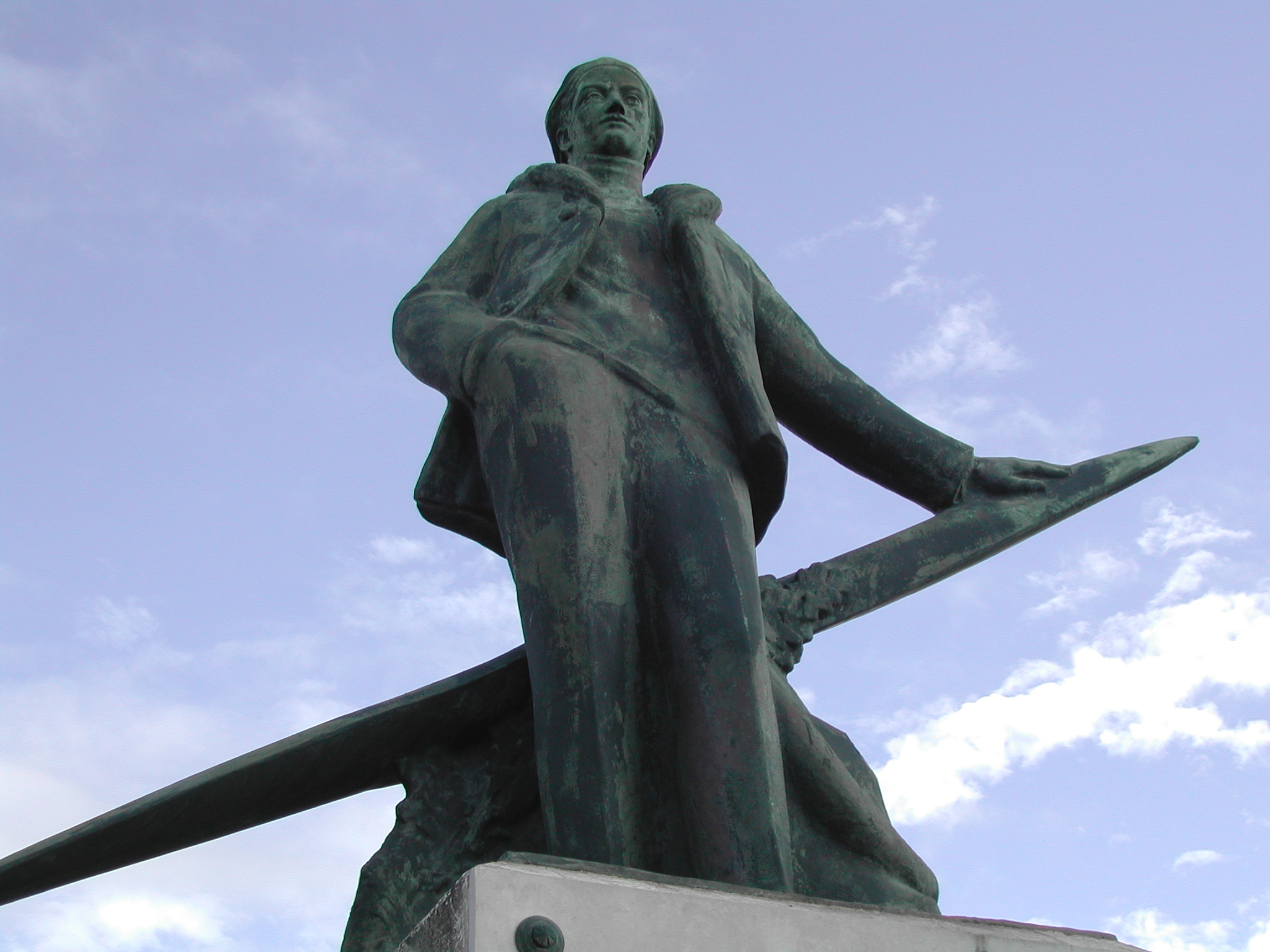
Pomnik Rolanda Garrosa na wyspie Reunion

Roland Garros urodził się w Saint-Denis na Reunion. Początkowo studiował muzykę, chcąc zostać pianistą, lecz po obejrzeniu pierwszych pokazów lotniczych w 1909 poświęcił się nowej pasji i już przed wojną został znanym lotnikiem. Sławę przyniósł mu pierwszy przelot nad Morzem Śródziemnym, z Fréjus-Saint Raphaël na południu Francji do Bizerty w Tunezji, 23 września 1913, trwający 7 godzin 53 minuty. Brał udział w wyścigach i pokazach lotniczych, ustanowił również szereg rekordów wysokości lotu. W 1911 roku został oblatywaczem w firmie lotniczej Morane-Saulnier. Po wybuchu I wojny światowej, w 1914 wstąpił do francuskiego lotnictwa wojskowego.
Jako jeden z pierwszych Garros doszedł do wniosku, że strzelanie w powietrzu i sterowanie samolotem jest zbyt trudne dla jednej osoby i optymalnym rozwiązaniem dla małych samolotów powinno być unieruchomienie karabinu maszynowego w kierunku lotu, tak, aby celować manewrując samolotem. Mocowanie karabinu maszynowego w kadłubie za śmigłem ciągnącym wiązało się jednak z groźbą zniszczenia śmigła przez pociski, a z kolei konstrukcja wczesnych samolotów poważnie utrudniała montowanie karabinów maszynowych poza kręgiem śmigła. Kilka firm pracowało w tym czasie nad zsynchronizowanym karabinem maszynowym, który pozwoliłby na obejście tej przeszkody, lecz urządzenia te nie były jeszcze gotowe. Garros z Raymondem Saulnierem zastosowali jednak po raz pierwszy karabin maszynowy zamontowany na kadłubie za śmigłem, połączony z doraźnym prostym urządzeniem w postaci stalowych klinów mocowanych na łopatach śmigła, których zadaniem było odbijanie pocisków trafiających w śmigło. Rozwiązanie to miało pewne wady, lecz wyprzedziło o kilka miesięcy pojawienie się synchronizatorów, zapewniając względnie skuteczny środek walki powietrznej. Pierwszym samolotem ze stałym karabinem maszynowym strzelającym poprzez krąg śmigła był zmodyfikowany w ten sposób Morane-Saulnier L „Parasol”. Na nim Garros odniósł 1 kwietnia 1915 pierwsze zwycięstwo powietrzne, zestrzeliwując niemiecki samolot rozpoznawczy Albatros. Wkrótce Garros zestrzelił dwa kolejne samoloty. System mocowania broni Garrosa, dzięki sprawdzonej skuteczności, został wprowadzony na większą skalę w samolotach Morane-Saulnier N. Zapoczątkowany przez niego sposób walki powietrznej stał się podstawowym sposobem walki samolotów myśliwskich aż do ery kierowanych pocisków rakietowych, kiedy to broń strzelecka stała się bronią pomocniczą.

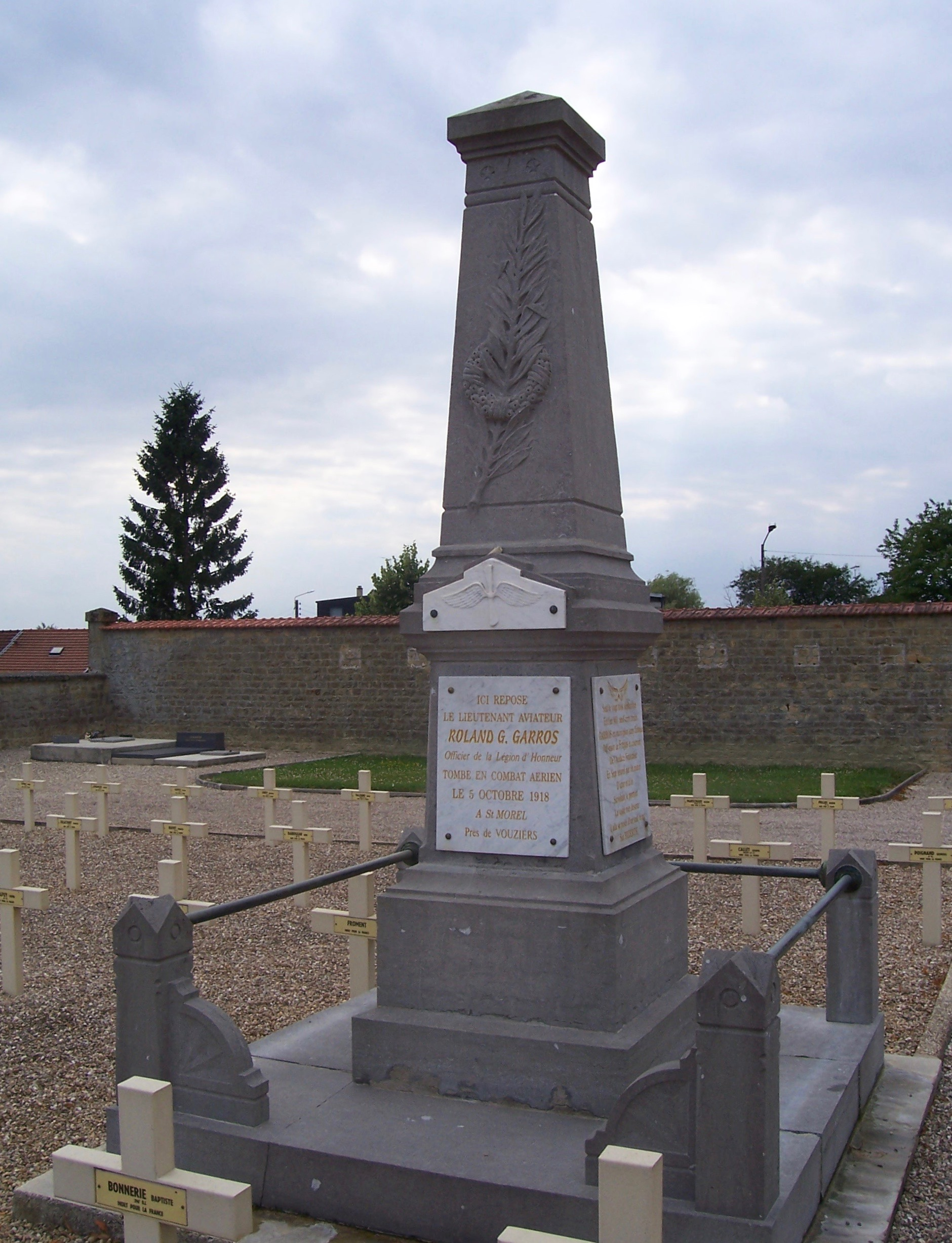
Grób Rolanda Garrosa w Vouziers

18 kwietnia 1915 samolot Garrosa został zestrzelony przez obronę przeciwlotniczą i wylądował przymusowo po niemieckiej stronie frontu. Oględziny jego systemu mocowania karabinu maszynowego przyspieszyły prace nad niemieckim synchronizatorem, który został po raz pierwszy wprowadzony w samolocie Fokker E.I (pierwsze użycie bojowe – 1 sierpnia 1915 przez Maxa Immelmanna).
Garros był więziony przez Niemców między innymi w obozie jenieckim o podwyższonym rygorze w Forcie Sarbinowo w Kostrzynie nad Odrą, gdzie podjął nieudaną próbę ucieczki, i podczas przygotowań do drugiej próby został w styczniu 1917 przeniesiony do obozu w Moguncji. Garros zdołał uciec z niewoli niemieckiej w lutym 1918 i powrócił do służby w lotnictwie. Jednakże 5 października 1918 został zestrzelony i poniósł śmierć w okolicach Vouziers w Ardenach.
Roland Garros odniósł 3 potwierdzone zwycięstwa powietrzne (niektóre publikacje podają 5), co oznacza, że nie przysługiwał mu nadawany potem tytuł asa (pierwszym lotnikiem nazywanym tak był Adolphe Pégoud, a pierwszym, który otrzymał tytuł asa Jean Navarre).
W latach 30. nazwiskiem Rolanda Garrosa zostały nazwane korty tenisowe w Paryżu, na których rozgrywany jest turniej French Open, nazywany także „Roland Garros”. Imię Rolanda nosi również port lotniczy położony w Gillot na jego rodzinnej wyspie Reunion. Firma Peugeot nazwała jego nazwiskiem serię wyposażeniową samochodów modeli 205, 106, 306 oraz 206.
Roland Garros ukończył HEC Paris w 1908 roku.

## Odznaczenia
- Oficer Orderu Narodowego Legii Honorowej
- Kawaler Orderu Narodowego Legii Honorowej